# Clase Tonnant
La clase Tonnant (del francés: Tronador) fue una serie de navíos de línea de 80 cañones diseñados por Jacques-Noël Sané como parte del programa para la expansión de la flota francesa iniciado por Jean-Charles de Borda.
La Clase Tonnant fueron los navíos de dos puentes más grandes que se construyeron situándose en un escalón intermedio entre los buques de 74 cañones, fuerza principal de las Armadas de la época, y los grandes tres puentes que portaban más de 100 cañones. Los navíos de la Clase Tonnant eran los barcos preferidos por los comandantes de la Armada Francesa.

## Descripción y características

Velamen en un navío clase Tonnant

Los barcos de la Clase Tonnant se diseñaron siguiendo las pautas marcadas por su predecesora la clase Téméraire:
Disponer de una artillería capaz de enfrentarse a los tres puentes ingleses, tener gran capacidad de maniobra y velocidad, incluso superior a los 74 cañones y la estandarización en su fabricación que permitiera ser construido o reparado en cualquier astillero de influencia francesa.
El resultado fue un barco más grande que algunos tres puentes británicos como el famoso HMS Victory de Nelson (60,30 m del Tonnant contra 56,70 m del Victory y 3800 t contra 3550 t), con un gran poder artillero y sin perder la maniobrabilidad de los navíos de 74 cañones.

### Armamento
Aparte de los seis cañones de más que podían portar los Tonnant respecto a los de clase Téméraire  de 74 cañones, estos eran además de un calibre mayor pues se sustituyeron las piezas pequeñas de a 18 y 8 libras por unas más poderosas de a 24 y 12 libras.
La configuración artillera más habitual en los navíos de Clase Tonnant era:
- 30 Cañones de a 36 libras en la primera batería.
- 32 Cañones de a 24 libras en la segunda batería.
- 18 Cañones de a 12 libras y 6 carronadas de 36 libras en el castillo de proa.

El peso total de una andanada doble (por ambas bordas) era de 2.280 libras en bolas de hierro fundido, aproximadamente una tonelada.
A partir de 1808 el número de piezas de a 12 libras se redujo a 14 y el de carronadas de a 36 aumentó a 10 piezas. Y desde 1827, con el navío Le Magnifique los cañones de a 12 libras se redujeron a tan sólo 2 unidades y el de carronadas de a 36 aumentó hasta las 22 piezas alcanzando en una andanada completa un peso total de 2.736 libras.

### Dotación
Según la reglamentación de 1 de enero de 1786, la dotación teórica de un buque Clase Tonnant en tiempo de guerra la formaban 854 hombres (594 en tiempo de paz) y estaba compuesta por: 12 oficiales, 7 guardiamarinas, 60 suboficiales, 45 artilleros navales, 7 timoneles, 503 marineros, 130 soldados (infantería de tierra o naval indistintamente), 60 grumetes, 14 eventuales y 13 mozos.
En tiempos de la Primera República Francesa y el Primer Imperio francés la dotación se aumentó a 866 hombres (626 en tiempo de paz) pasando a tener 14 oficiales (1 capitán de navío, 1 capitán de fragata, 5 tenientes y 7 alféreces)